# غرانت بيج
غرانت بيج (بالإنجليزية: Grant Page)‏ هو ممثل أسترالي، ولد في 1939 في أستراليا.

## وصلات خارجية
- غرانت بيج على موقع IMDb (الإنجليزية)
- غرانت بيج على موقع قاعدة بيانات الفيلم (الإنجليزية)